# 南京玄奘寺
南京玄奘寺是中华人民共和国江苏省南京市玄武区北京东路九华山公园内的一所漢傳禪宗佛教寺廟。

## 历史
1942年初冬，日本人在雨花台大报恩寺三藏塔遗址挖到一石函，函内供奉有唐代高僧玄奘大师的顶骨舍利，并记载了玄奘顶骨舍利来南京安葬的经过。1943年初，汪精卫政府在小九华山上建了一座砖塔，供奉玄奘的顶骨舍利，得名三藏塔。
2003年，南京市玄武区政府及区建设局在小九华山重修寺庙，即为玄奘寺，由栖霞寺监院传真法师住持管理。2004年，舉行「南京市青少年爱国主义教育基地」命名儀式。

## 供奉日本战犯事件
2022年7月，该寺地藏王殿内因供奉对南京大屠杀负有责任的日本军军人田中军吉、松井石根、谷寿夫和野田毅的长生牌位而引发关注。7月22日下午，南京市人民政府通报：“玄奘寺供奉南京大屠杀战犯牌位事件造成恶劣影响”，决定撤换该寺的主要负责人传真法师（李义将）并处分多名干部。同時寺廟暫時關閉，悬挂的“南京市青少年愛國主義教育基地”牌子已摘除，是否正式除名不详。

## 图片

南京九华山玄奘寺
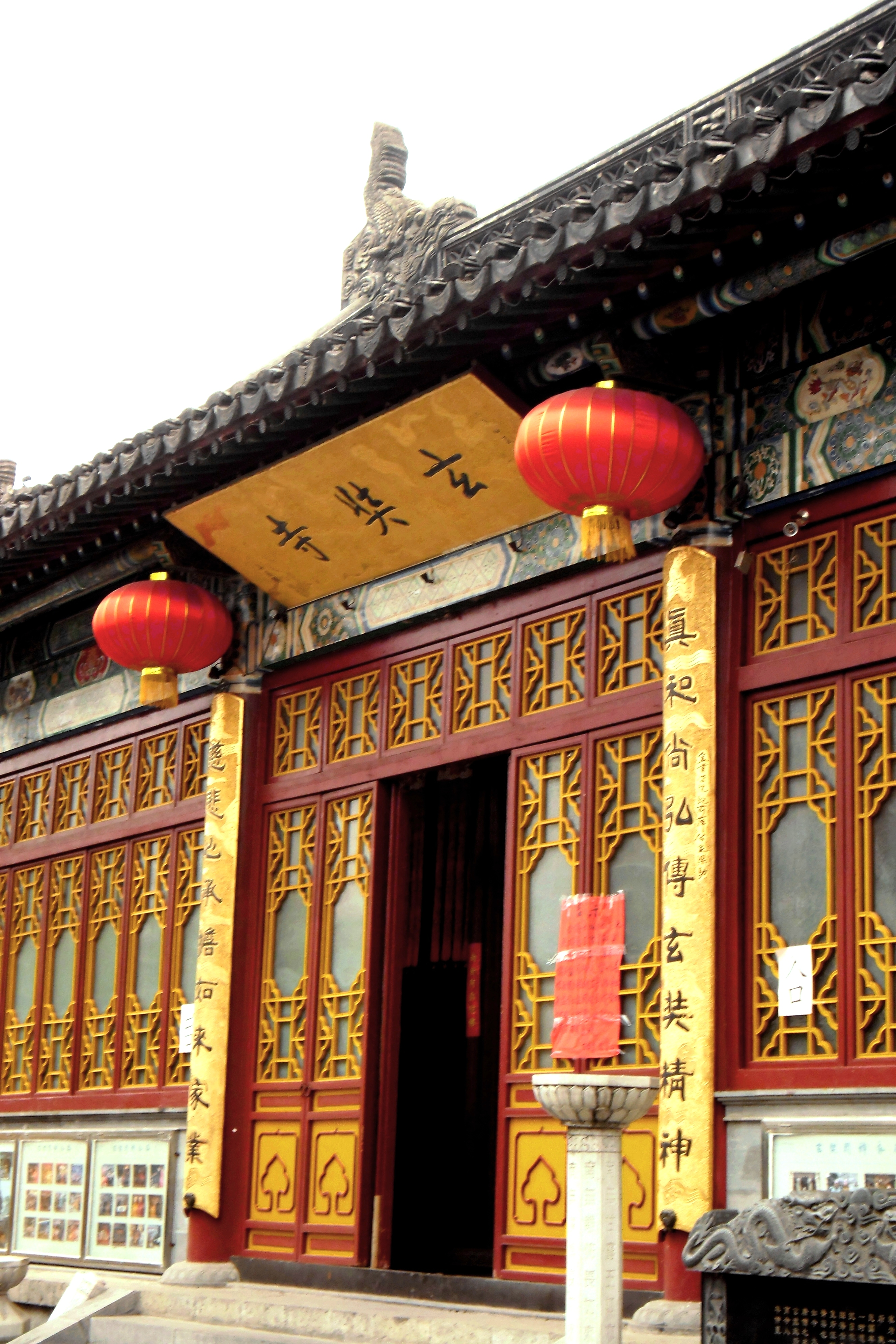
南京九华山玄奘寺匾
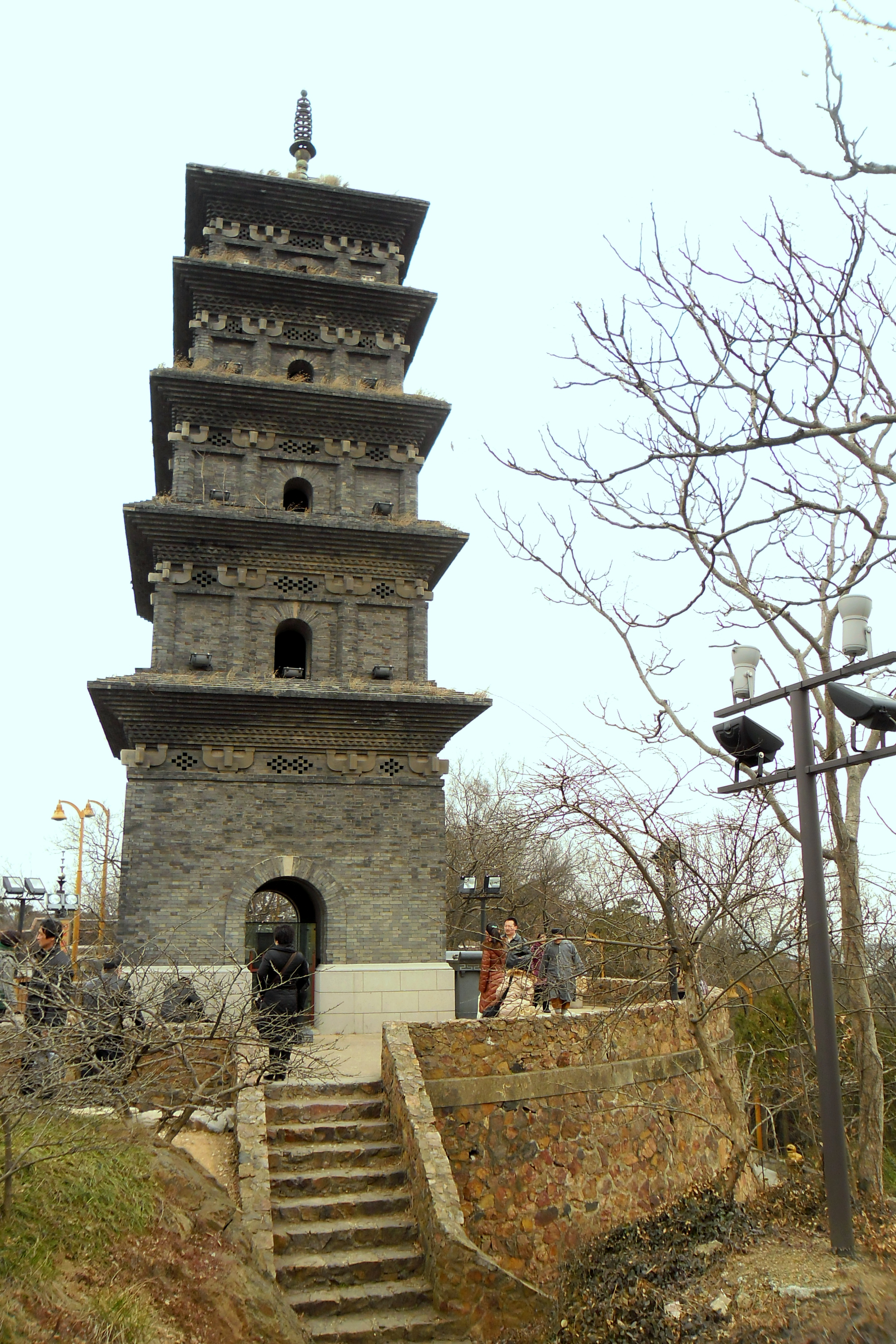
南京九华山上玄奘寺的三藏塔